# Virago Press
Virago Press est une maison d'édition britannique fondée en 1973 par Carmen Callil. Elle édite ou réédite des livres écrits par des femmes ainsi que des livres sur des thèmes féministes. 

## Histoire
La maison d'édition Virago est fondée en 1973 par Carmen Callil sous le nom de Spare Rib Books,, partageant ainsi le nom du magazine britannique Spare Rib, associé à la libération des femmes et à la deuxième vague féministe et fondé en juin 1972 notamment par Rosie Boycott et Marsha Rowe. Virago publie des œuvres originales et réédite, dans la collection dédiée des Modern Classics, des livres épuisés d'écrivaines méconnues. Le premier livre réédité dans cette collection, Frost in May, un roman de l'autrice britannique Antonia White, initialement publié en 1933, paraît en 1978. Virago publie également dans cette collection des livres d'auteurs masculins qui portent sur des thèmes féministes, tels que H.G. Wells. Valentine Cunningham estime que Virago explore « de la manière la plus impressionnante et la plus fructueuse les catalogues de romans » des années 1930 pour que la fiction féminine soit réimprimée.
Créée et dirigée par des femmes dans les années 1970 et renforcée par le succès du Mouvement de libération des femmes (WLM), Virago est reconnue comme l'une des nombreuses presses féministes britanniques qui ont contribué à lutter contre la dynamique inéquitable des genres dans l'édition. Contrairement à d'autres projets d'éditions alternatives soutenus par des collectifs féministes, Virago se présente d'emblée comme une maison d'édition commerciale et prend sa place parmi les maisons d'édition britanniques,.
Virago Press devient en 1982 une filiale du groupe de presse « Chatto, Virago, Bodley Head et Cape » (CVBC), puis Callil, Lennie Goodings, Ursula Owen, Alexandra Pringle et Harriet Spicer mettent en place en 1987 un rachat de l'entreprise avec le soutien financier de la société Rothschild Ventures et du patron de presse Robert Gavron. Random House UK conserve une participation de 10 % dans la société et gère les ventes et la distribution. En 1993, Rothschild Ventures revend ses parts aux administrateurs et à Robert Gavron, qui deviennent alors les principaux actionnaires. La maison d'édition devient en 1996 une marque éditoriale du groupe à Little, Brown and Company Depuis 2006, Virago fait partie du groupe d'édition Hachette Livre et est dirigé par Lennie Goodings.
La British Library acquiert en 2008, les archives de Virago Press, composées de documents d'organisation, de fichiers d'auteurs et d'éditeurs, de matériel publicitaire et de photographies.
Virago a fait l'objet d'un documentaire télévisé d'une heure, diffusé sur la chaîne BBC Four. Virago: Changing the World One Page at a Time est diffusé pour la première fois en octobre 2016.